# Ейдриън Смит (архитект)
Ейдриън Смит (на английски: Adrian Smith) е американски архитект. Към неговите най-забележителни творби е сградата Бурдж Халифа, която с височината си от 828 метра е най-високата сграда в света. Проектира и бъдещата най-висока сграда в света Кулата Джида (на английски: Jeddah Tower), която трябва да бъде и първата сграда преминала височината от 1 км.

## Биография
Роден е на 19 август 1944 г. в Чикаго, Илинойс. Получава бакалавърска степен по архитектура в Илинойския университет в Чикаго през 1969 г.
От 1968 г. работи почти четири десетилетия за американското архитектурно бюро Скидмор, Оуингс и Мерил последно като партньор, а от 2006 г. основава собствено бюро.